# Mistrovství Evropy v rychlobruslení 2012
Mistrovství Evropy v rychlobruslení 2012 se konalo ve dnech 6. až 8. ledna 2012 na otevřené rychlobruslařské dráze Városligeti Müjégpálya v maďarské Budapešti. Jednalo se o 23. společné mistrovství Evropy a celkově o 37. evropský ženský šampionát a 106. mistrovství Evropy pro muže. Z předchozího šampionátu obhajovala titul pouze Češka Martina Sáblíková, Rus Ivan Skobrev kvůli zranění nestartoval.
V Budapešti obhájila titul Martina Sáblíková titul a stala se počtvrté mistryní Evropy. Mezi muži popáté zvítězil Nizozemec Sven Kramer.
Českou výpravu tvořili kromě Martiny Sáblíkové také Karolína Erbanová a Milan Sáblík.
| Program                | Program                            | Program                               |
| ---------------------- | ---------------------------------- | ------------------------------------- |
| 6. ledna               | 7. ledna                           | 8. ledna                              |
| 500 m ženy 3000 m ženy | 500 m muži 1500 m ženy 5000 m muži | 1500 m muži 5000 m ženy 10 000 m muži |

## Muži
Mužského mistrovství Evropy se zúčastnilo celkem 29 závodníků z následujících zemí: Nizozemsko (4), Norsko (4), Polsko (3), Rusko (3), Belgie (2), Francie (2), Itálie (2), Německo (2), Bělorusko (1), Česko (1), Finsko (1), Lotyšsko (1), Rakousko (1), Rumunsko (1), Švýcarsko (1).
Závodníci na prvních 14 příčkách zajistili pro své země odpovídající počet míst pro start na Mistrovství světa ve víceboji 2012.
| Pořadí           | Jméno                       | Země       | 500 m       | 5000 m        | 1500 m        | 10 000 m       | Počet bodů |
| ---------------- | --------------------------- | ---------- | ----------- | ------------- | ------------- | -------------- | ---------- |
| Zlatá medaile    | Sven Kramer                 | Nizozemsko | 37,77 (12.) | 6:31,82 (1.)  | 1:53,98 (1.)  | 13:45,05 (1.)  | 156,197    |
| Stříbrná medaile | Jan Blokhuijsen             | Nizozemsko | 36,93 (3.)  | 6:36,49 (2.)  | 1:54,93 (3.)  | 13:52,48 (2.)  | 156,513    |
| Bronzová medaile | Håvard Bøkko                | Norsko     | 37,25 (5.)  | 6:40,60 (5.)  | 1:56,35 (9.)  | 14:02,83 (3.)  | 158,234    |
| 4.               | Koen Verweij                | Nizozemsko | 37,73 (10.) | 6:41,42 (7.)  | 1:55,42 (5.)  | 14:05,98 (5.)  | 158,644    |
| 5.               | Alexis Contin               | Francie    | 37,80 (13.) | 6:38,08 (3.)  | 1:57,58 (12.) | 14:05,84 (4.)  | 159,093    |
| 6.               | Haralds Silovs              | Lotyšsko   | 37,46 (6.)  | 6:41,39 (6.)  | 1:55,48 (6.)  | 14:23,38 (9.)  | 159,261    |
| 7.               | Sverre Lunde Pedersen       | Norsko     | 38,04 (17.) | 6:44,64 (10.) | 1:54,87 (2.)  | 14:21,61 (8.)  | 159,874    |
| 8.               | Denis Juskov                | Rusko      | 38,46 (23.) | 6:41,89 (8.)  | 1:55,13 (4.)  | 14:23,93 (10.) | 160,221    |
| 9.               | Ted-Jan Bloemen             | Nizozemsko | 37,84 (14.) | 6:38,27 (4.)  | 2:01,58 (23.) | 14:08,83 (6.)  | 160,634    |
| 10.              | Bart Swings                 | Belgie     | 38,81 (25.) | 6:43,33 (9.)  | 1:56,08 (8.)  | 14:19,14 (7.)  | 160,793    |
| 11.              | Jan Szymański               | Polsko     | 37,48 (7.)  | 6:47,61 (13.) | 1:56,55 (10.) | 14:41,24 (11.) | 161,153    |
| 12.              | Zbigniew Bródka             | Polsko     | 36,90 (2.)  | 7:06,06 (23.) | 1:55,98 (7.)  | 14:44,55 (12.) | 162,393    |
| 13.              | Konrad Niedźwiedzki         | Polsko     | 36,89 (1.)  | 7:02,62 (21.) | 1:57,92 (14.) | —              | 118,458    |
| 14.              | Patrick Beckert             | Německo    | 38,56 (24.) | 6:45,22 (11.) | 1:59,08 (16.) | —              | 118,775    |
| 15.              | Bram Smallenbroek           | Rakousko   | 37,75 (11.) | 7:00,69 (18.) | 1:57,44 (11.) | —              | 118,965    |
| 16.              | Kristian Reistad Fredriksen | Norsko     | 37,51 (9.)  | 6:57,42 (15.) | 1:59,19 (17.) | —              | 118,982    |
| 17.              | Benjamin Macé               | Francie    | 37,48 (7.)  | 7:03,02 (22.) | 1:57,80 (13.) | —              | 119,048    |
| 18.              | Luca Stefani                | Itálie     | 37,89 (15.) | 6:56,05 (14.) | 1:59,82 (18.) | —              | 119,435    |
| 19.              | Sergej Grjazcov             | Rusko      | 38,35 (22.) | 7:00,38 (17.) | 1:58,73 (15.) | —              | 119.964    |
| 20.              | Marco Cignini               | Itálie     | 38,31 (20.) | 6:58,67 (16.) | 1:59,97 (19.) | —              | 120,167    |
| 21.              | Moritz Geisreiter           | Německo    | 39,33 (26.) | 6:46,46 (12.) | 2:01,64 (24.) | —              | 120,522    |
| 22.              | Vitalij Michajlov           | Bělorusko  | 38,34 (21.) | 7:01,44 (20.) | 2:00,75 (21.) | —              | 120.734    |
| 23.              | Milan Sáblík                | Česko      | 38,24 (19.) | 7:07,68 (24.) | 2:00,95 (22.) | —              | 121.324    |
| 24.              | Ferre Spruyt                | Belgie     | 39,46 (27.) | 7:01,38 (19.) | 2:00,00 (20.) | —              | 121,598    |
| 25.              | Simen Spieler Nilsen        | Norsko     | 38,17 (18.) | 7:08,04 (25.) | —             | —              | 80,974     |
| 26.              | Tommi Pulli                 | Finsko     | 37,14 (4.)  | 7:24,50 (29.) | —             | —              | 81,590     |
| 27.              | Pavel Bajnov                | Rusko      | 38,00 (16.) | 7:16,25 (28.) | —             | —              | 81,625     |
| 28.              | Martin Hänggi               | Švýcarsko  | 40,32 (28.) | 7:09,80 (26.) | —             | —              | 83,300     |
| 29.              | Marian Cristian Ion         | Rumunsko   | DSQ         | 7:14,52 (27.) | —             | —              | 43,452     |

## Ženy
Ženského mistrovství Evropy se zúčastnilo celkem 23 závodnic z následujících zemí: Nizozemsko (4), Německo (3), Norsko (3), Polsko (3), Rusko (3), Česko (2), Belgie (1), Bělorusko (1), Dánsko (1), Maďarsko (1), Rakousko (1).
Závodnice na prvních 14 příčkách zajistily pro své země odpovídající počet míst pro start na Mistrovství světa ve víceboji 2012.
| Pořadí           | Jméno                     | Země       | 500 m       | 3000 m        | 1500 m        | 5000 m         | Počet bodů |
| ---------------- | ------------------------- | ---------- | ----------- | ------------- | ------------- | -------------- | ---------- |
| Zlatá medaile    | Martina Sáblíková         | Česko      | 41,79 (14.) | 4:16,09 (1.)  | 2:03,64 (1.)  | 7:22,38 (1.)   | 169,922    |
| Stříbrná medaile | Claudia Pechsteinová      | Německo    | 40,67 (5.)  | 4:19,71 (3.)  | 2:08,72 (10.) | 7:34,51 (2.)   | 172,312    |
| Bronzová medaile | Ireen Wüstová             | Nizozemsko | 40,21 (2.)  | 4:22,59 (5.)  | 2:06,36 (6.)  | 7:43,59 (3.)   | 172,454    |
| 4.               | Linda de Vriesová         | Nizozemsko | 41,33 (9.)  | 4:25,40 (7.)  | 2:04,70 (2.)  | 7:45,27 (4.)   | 173,656    |
| 5.               | Diane Valkenburgová       | Nizozemsko | 41,56 (11.) | 4:21,29 (4.)  | 2:05,61 (4.)  | 7:48,04 (5.)   | 173,782    |
| 6.               | Julija Skokovová          | Rusko      | 40,40 (3.)  | 4:26,78 (10.) | 2:05,18 (3.)  | 8:02,16 (10.)  | 174,805    |
| 7.               | Natalia Czerwonková       | Polsko     | 41,22 (8.)  | 4:19,41 (2.)  | 2:08,65 (9.)  | 7:56,18 (8.)   | 174,956    |
| 8.               | Olga Grafová              | Rusko      | 42,08 (15.) | 4:26,08 (8.)  | 2:07,93 (7.)  | 7:52,54 (6.)   | 176,323    |
| 9.               | Annouk van der Weijdenová | Nizozemsko | 41,13 (6.)  | 4:28,84 (12.) | 2:08,15 (8.)  | 8:00,32 (9.)   | 176,684    |
| 10.              | Isabell Ostová            | Německo    | 42,11 (16.) | 4:22,65 (6.)  | 2:11,68 (18.) | 7:55,11 (7.)   | 177,289    |
| 11.              | Katarzyna Woźniaková      | Polsko     | 41,59 (12.) | 4:28,38 (11.) | 2:09,56 (13.) | 8:08,95 (11.)  | 178,401    |
| 12.              | Hege Bøkková              | Norsko     | 41,48 (10.) | 4:26,39 (9.)  | 2:09,03 (11.) | 8:35,95* (12.) | 180,483    |
| 13.              | Jekatěrina Lobyševová     | Rusko      | 40,62 (4.)  | 4:30,20 (15.) | 2:06,01 (5.)  | —              | 127,656    |
| 14.              | Ida Njåtunová             | Norsko     | 41,20 (7.)  | 4:33,01 (17.) | 2:09,19 (12.) | —              | 129,764    |
| 15.              | Karolína Erbanová         | Česko      | 39,87 (1.)  | 4:41,89 (20.) | 2:10,91 (16.) | —              | 130,487    |
| 16.              | Anna Rokitová             | Rakousko   | 42,32 (18.) | 4:29,37 (14.) | 2:11,38 (17.) | —              | 131,008    |
| 17.              | Luiza Złotkowská          | Polsko     | 42,22 (17.) | 4:35,67 (18.) | 2:10,08 (14.) | —              | 131,525    |
| 18.              | Mari Hemmerová            | Norsko     | 41,73 (13.) | 4:36,37 (19.) | 2:12,07 (19.) | —              | 131,814    |
| 19.              | Nele Arméeová             | Belgie     | 43,56 (21.) | 4:31,99 (16.) | 2:10,81 (15.) | —              | 132,494    |
| 20.              | Bente Krausová            | Německo    | 43,07 (19.) | 4:28,85 (13.) | 2:14,29 (21.) | —              | 132,641    |
| 21.              | Taťjana Michajlovová      | Bělorusko  | 43,58 (22.) | 4:43,76 (21.) | 2:13,49 (20.) | —              | 135,369    |
| 22.              | Ágota Tóthová             | Maďarsko   | 43,29 (20.) | 4:50,82 (23.) | 2:15,44 (22.) | —              | 136,906    |
| 23.              | Sara Baková               | Dánsko     | 44,81 (23.) | 4:45,07 (22.) | 2:16,56 (23.) | —              | 137,841    |

* pád